# Tunturi-Suivakko
Tunturi-Suivakko är en kulle i Finland.   Den ligger i den ekonomiska regionen Norra Lappland och landskapet Lappland, i den norra delen av landet, 900 km norr om huvudstaden Helsingfors. Toppen på Tunturi-Suivakko är 400 meter över havet.
Terrängen runt Tunturi-Suivakko är platt österut, men västerut är den kuperad.  Trakten runt Tunturi-Suivakko är nära nog obefolkad, med mindre än två invånare per kvadratkilometer. Omgivningarna runt Tunturi-Suivakko är i huvudsak ett öppet busklandskap.